# (2332) Kalm
(2332) Kalm est un astéroïde de la ceinture principale.

## Description
(2332) Kalm est un astéroïde de la ceinture principale. Il fut découvert le 4 avril 1940 à Turku par Liisi Oterma. Il présente une orbite caractérisée par un demi-grand axe de 3,07 UA, une excentricité de 0,06 et une inclinaison de 14,5° par rapport à l'écliptique.

## Compléments